# Vörösmarty Géza (költő)
Vörösmarty Géza, Vörösmarty Géza László (Tótmegyer, 1850. február 26. (keresztelés) – Tótmegyer, 1909. május 24.) jogász, költő, vasúti alkalmazott, Vörösmarty Mihály unokaöccse.

## Élete és munkássága
Édesapja Vörösmarty Pál, gazdatiszt gróf Károlyi Alajosnál, Vörösmarty Mihály öccse, édesanyja Krenedits Magdolna volt. Az apai nagyszülei idősebb Vörösmarty Mihály (1764–1817) 1797-ben szegődött gróf Nádasdy Ferenc nyéki birtokára gazdatisztként, és Csáthy Anna (1787–1834); az anyai nagyszülei Krenedits György és Házelnusz Magdolna voltak.
Eleinte papnevelőbe járt. Jogász korában álnéven sokat írt Jókai Mór Az Üstökös című humoros időszaki lapjába; később a Magyar Keleti Vasúttársaság, majd ezután a Magyar Királyi Államvasutak szolgálatába lépett és néhány évi megszakítással körülbelül 16 évig volt aktív tisztviselő. Súlyos idegbaja kényszerítette, hogy 1893 körül nyugalomba menjen; ezután felváltva a vidéken és a fővárosban élt. Családtalan, egyedülálló ember volt.
Verseseit 1908-ban adták ki Endrődi Sándor ajánlásával, ami – a kötet jelzésével ellentétben nem csupán 1880–1883 között íródott, hanem – 1898-ig számos költeményt tartalmaz.

## Munkája
- Költemények. (1880–1883). Bpest, 1908. (Endrődi Sándor előszavával. Ism. Budapesti Szemle).